# Bvmz-Wagen der Deutschen Bundesbahn
Die Bvmz-Wagen der Deutschen Bundesbahn sind eine 180 Exemplare umfassende Bauserie von Reisezugwagen für den Schienenpersonenfernverkehr. Die klimatisierten Abteilwagen gehören dem UIC-Typ Z an, sie wurden zwischen 1988 und 1991 von der Deutschen Bundesbahn (DB) für die Zuggattungen Intercity (IC) und Eurocity (EC) beschafft und 1994 von der Deutschen Bahn (DB) übernommen. Die Gattungsbezeichnung steht für:
- Hauptgattungszeichen B: Wagen der zweiten Wagenklasse
- Nebengattungszeichen v: Abteilwagen mit verringerter Abteilanzahl
- Nebengattungszeichen m: Reisezugwagen mit einer Länge von mehr als 24,5 m
- Nebengattungszeichen z: zentrale Energieversorgung aus der Zugsammelschiene

## Beschaffung
Mit der Einführung des zweiklassigen Eurocity im Jahr 1987 sowie der sukzessiven Erhöhung des Anteils klimatisierter Zweite-Klasse-Wagen in IC-Zügen, das heißt vor allem als Ersatz für die Bm235, die den damaligen Anforderungen nicht mehr entsprachen, benötigte die Deutsche Bundesbahn in der zweiten Hälfte der 1980er Jahre weitere schnelllaufende hochwertige Reisezugwagen. Diese mussten vor allem druckertüchtigt sein, da 1988 der erste Abschnitt der Schnellfahrstrecke Hannover–Würzburg in Betrieb ging, gefolgt von der Eröffnung der Schnellfahrstrecke Mannheim–Stuttgart im Jahr 1991. Hierbei entschieden sich die Verantwortlichen gegen eine weitere Beschaffung der, schon in den 1970er Jahren konzipierten, Bpmz-Großraumwagen, deren Produktion 1986 endete. Stattdessen wurde in Zusammenarbeit zwischen Linke-Hofmann-Busch (LHB) und dem Bundesbahn-Zentralamt (BZA) in Minden ab Juni 1986 eine neue Wagengeneration entwickelt, die wagenbaulich allerdings in Teilen auf dem Bpmz aufbaut. 
Es entstand ein Fahrzeug, dass nach neueren Erkenntnissen neben den klassischen Abteilen auch einen Großraum aufweisen sollte und damit einen Vorläufer zur Gestaltung der ab 1991 eingesetzten ICE 1-Mittelwagen darstellte. Von der ursprünglich geplanten Länge von 27.500 mm mit zwölf Abteilen wurde zugunsten der Standardlänge von 26.400 mm mit elf Abteilen wieder Abstand genommen.
Der erste Bvmz wurde im März 1988 ausgeliefert. Das offizielle Rollout fand am 15. April 1988 statt, anschließend wurde ein Exemplar auf der Hannover-Messe der Öffentlichkeit vorgestellt. Insgesamt wurden bis 1991 folgende vier Unterbaureihen abgeliefert, wobei sich die LHB den Auftrag hälftig mit der Waggon Union (WU) aus Berlin teilte:
| 12 Prototypen     | 6 Bvmz185.0 6 Bvmz185.1                | mit Einspannungsanlage, mit Mehrspannungsanlage                        | druckertüchtigt druckertüchtigt       |
| 48 Vorserienwagen | 24 Bvmz185.0 24 Bvmz185.1              | mit Einspannungsanlage, mit Mehrspannungsanlage                        | druckertüchtigt druckertüchtigt       |
| 120 Serienwagen   | 63 Bvmz185.2 18 Bvmz185.3 39 Bvmz185.5 | mit Einspannungsanlage mit Mehrspannungsanlage mit Mehrspannungsanlage | druckertüchtigt nicht druckertüchtigt |

Der Auftragswert dieser insgesamt 60 Prototypen und Vorserienwagen belief sich auf circa 45,3 Millionen Euro. Die Kosten für ein Serienfahrzeug waren auf circa 855.000 Euro festgelegt. Die Vorserienwagen wurden ab 1988 auf der IC-Linie 4 Hamburg–München intensiven Versuchen unterzogen und gingen mit Beginn der Serienlieferung in den regulären IC-Dienst über. Da zu Beginn des Einsatzes der Vorserienwagen Probleme mit den neuen Stirnübergängen auftraten, erhielten die Serienwagen zunächst die normalen Gummiwulstübergänge, die dann bei Serienreife der druckdichten Übergänge gegen diese getauscht wurden. Zur Behebung dieser Probleme und zur Entwicklung eines neuen Wagenüberganges für den Intercity-Express ließ die Deutsche Bundesbahn zwischen je zwei festgekuppelten Wagen unterschiedliche Übergänge einbauen. Die Wagen 006 und 010 erhielten einen SIG-Versuchsübergang mit einer äußeren Faltenbalgverkleidung, die Wagen 009 und 011 waren über den heute üblichen Übergang vom Typ SIG II miteinander verbunden und zwischen den Wagen 005 und 007 befand sich ein Faltenbalgübergang der Firma Hübner, der auch für den Einsatz im ICE vorgesehen war. Im Sommer 1998 waren die Wagen in folgenden Betriebswerken beheimatet: Basel, Berlin, Frankfurt (Main), Hamburg-Langenfelde, Dortmund, Köln Bbf und München.

## Beschreibung

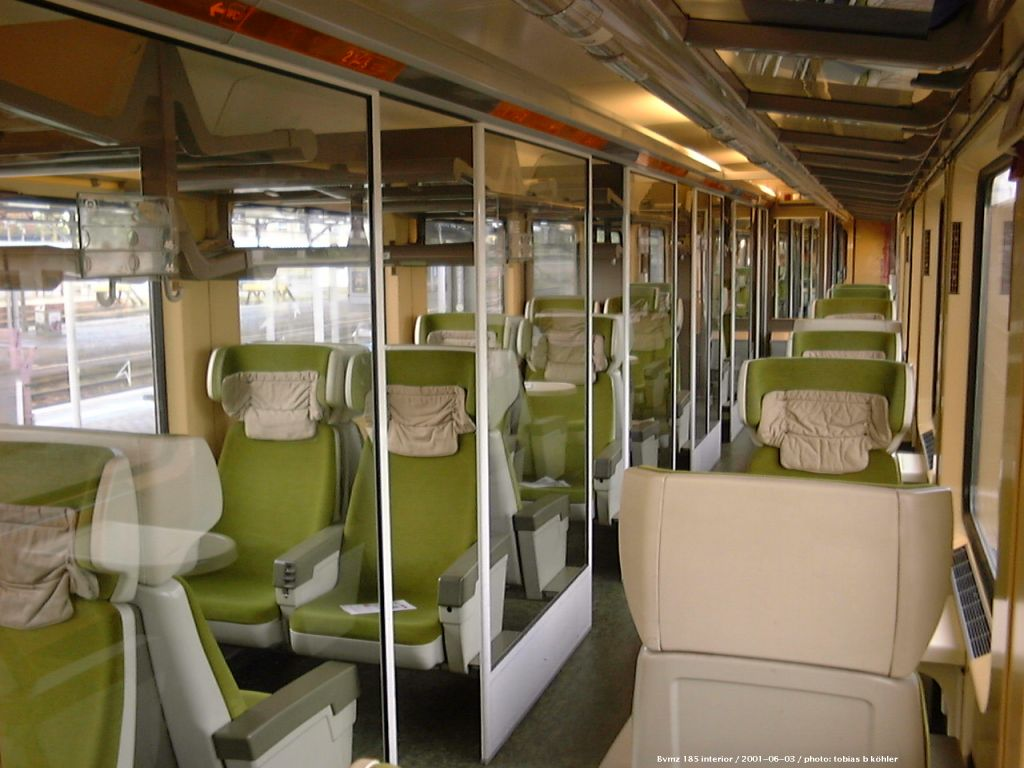
Ursprüngliche Einrichtung des mittleren Teils

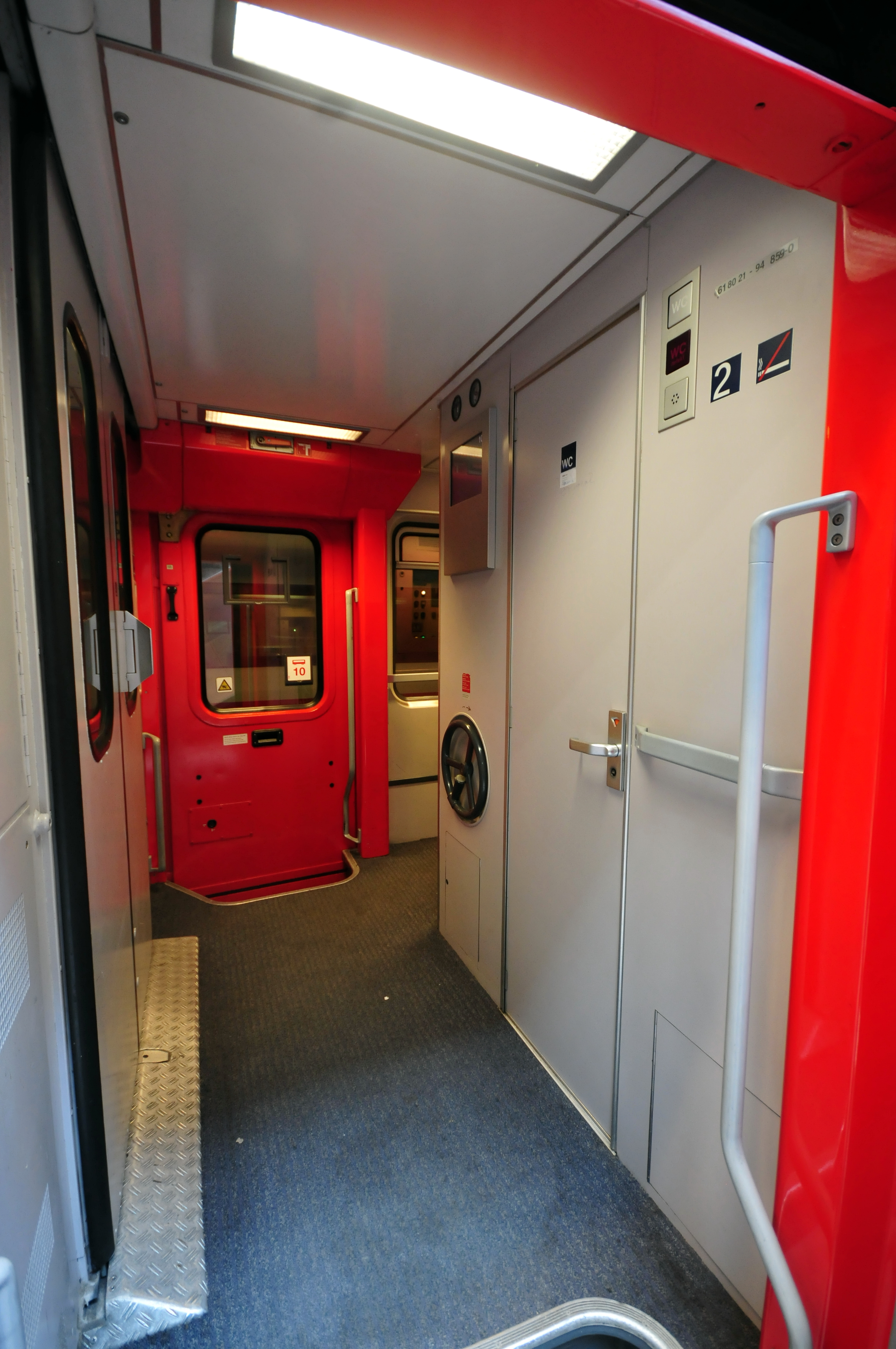
Einstiegsbereich

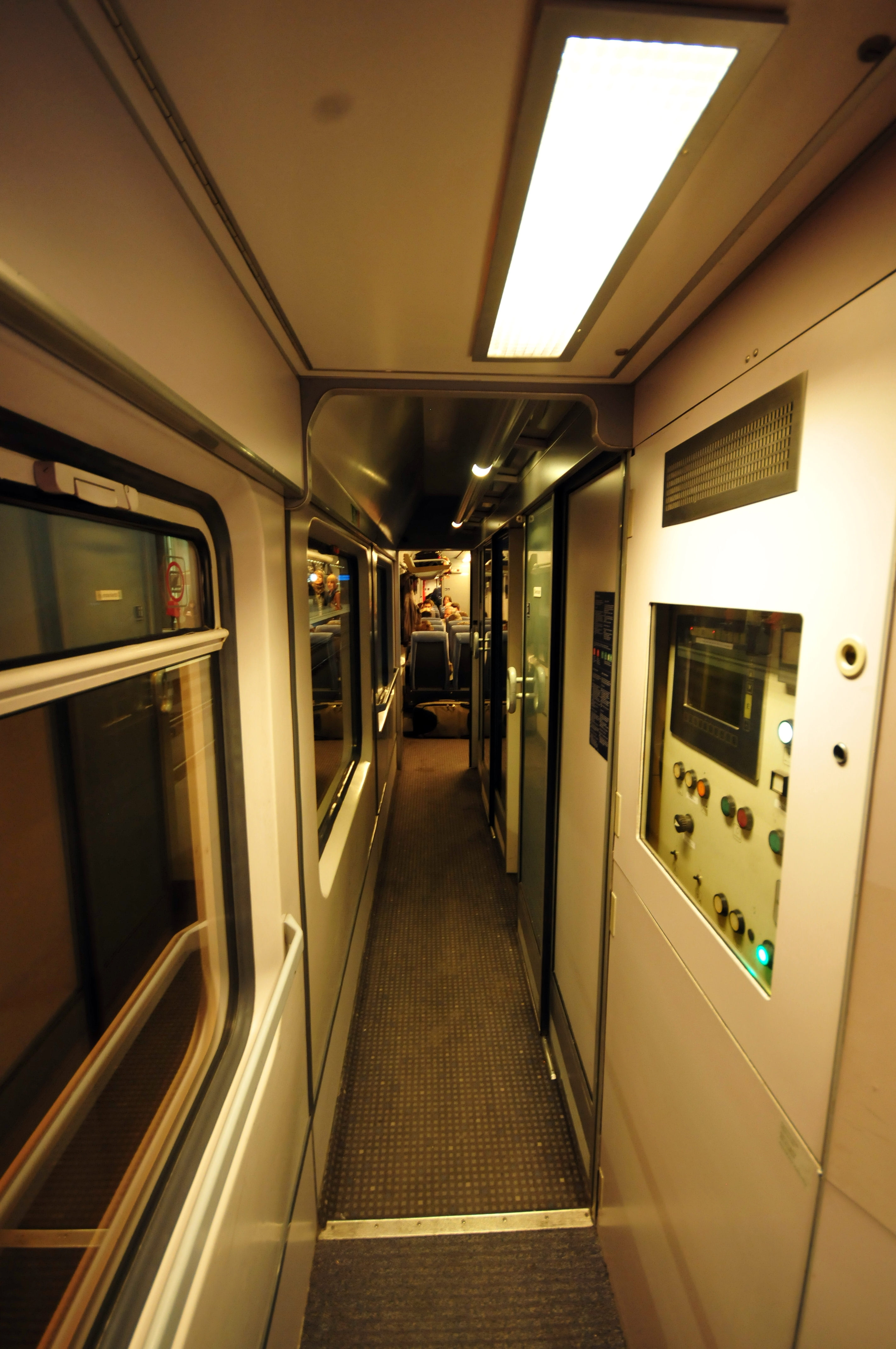
Seitengang

Die Bvmz-Wagen verfügen, anders als etwa die Eurofima-Wagen, nur an den Wagenenden über klassische, geschlossene Sechser-Abteile, insgesamt fünf an der Zahl – davon ursprünglich drei Nichtraucherabteile an einem und zwei Raucherabteile am anderen Wagenende. Im Mittelteil verfügten sie hingegen bei Ablieferung über sechs zum Gang hin offene Vierer-Abteile. Auf diesem Gang wiederum standen zehn Einzelsitze zur Verfügung, davon acht in Vis-à-vis-Anordnung mit Tisch. Die Fahrzeuge werden daher alternativ auch als „kombinierte Abteil- und Großraumwagen“, „Abteilwagen mit Großraumcharakter“, „Abteil-Großraumwagen“ oder „Großraum-Abteilwagen“ bezeichnet. Aufgrund ihrer Innenraumaufteilung hatte die Gattung Bvmz185 jedoch insgesamt nur 64 Sitzplätze, davon 23 im Raucherbereich. Zuzüglich standen auf den Seitengängen sechs ausklappbare Notsitze zur Verfügung. Die Bvmz hatten damit 16 reguläre Sitzplätze weniger als die Bpmz-Großraumwagen und zwei weniger als die – in den 1970er Jahren noch wegen zu geringer Kapazität abgelehnten – klassischen Abteilwagen ähnlichen Komforts.  
Die Raucher- und Nichtraucherzonen des Großraumabteils waren durch eine Glaswand getrennt. Die nach medizinischen Gesichtspunkten neu entwickelten Einzelschalensitze mit Kopfpolstern und individueller Einstellmöglichkeit boten einen hohen Sitzkomfort. Sie waren mit atmungsaktivem und pflegeleichtem Polsterstoff bezogen. Jeder Sitzplatz verfügte über eine klappbare Tischfläche, eine Leselampe und eine Gepäckablage.
Als Drehgestelle fanden bei den Untergattungen Bvmz185.0 und Bvmz185.1 Minden-Deutz-Drehgestelle der Bauart 52 (523) Verwendung. Die Untergattungen Bvmz185.2 bis Bvmz185.5 verfügen über solche der Bauart 52 (524). Die senkrechte Federung erfolgt bei beiden Bauarten durch Schraubenfedern, die Dämpfung über hydraulische Schwingungsdämpfer. Zusätzlich ist noch eine mechanische Drehhemmung vorhanden. Die Drehgestelle sind mit rollengelagerten Monobloc-Rädern ausgestattet und konstruktiv für eine Höchstgeschwindigkeit von 250 km/h ausgelegt.
Die Bremse ist eine automatische, selbsttätige Druckluftbremse mit einer kombinierten Scheiben- und Magnetschienenbremse der Bauart Knorr <R> KE-PR Mg CD) ep mit elektronischem Gleitschutz und pneumatischer Notbremsüberbrückung. Jedes Drehgestell verfügt über vier Bremszylinder und je zwei Wellenbremsscheiben auf jeder Achse. Ein Drehgestell kann mittels Handbremse festgelegt werden. Das Handrad zur Bedienung befindet sich im Vorraum am Handbremsende. Notbremshebel sind in allen Abteilen und im Großraumabteil vorhanden. Die Wagen sind für eine Höchstgeschwindigkeit von 200 km/h zugelassen. Sie haben eine geteilte Zugvorrichtung mit Ringfederpatronen, die zur Aufnahme einer automatischen Mittelpufferkupplung nach UIC-Standard vorbereitet ist. Es sind normale Schraubenkupplungen und Zughaken montiert. Die Stoßkräfte übertragen Ringfeder-Hülsenpuffer.
Das Untergestell ist ein Rahmen aus leichten Walz- und Preßprofilen. Der Wellblechfußboden besteht aus nichtrostendem Stahl. Aus aerodynamischen Gründen sind unter dem Wagenboden vollständig geschlossene Bodenwannen in Segmentbauweise mit Seiten- und Bodenklappen angeordnet. In ihnen sind die Aggregate der Klimaanlage und der Spannungsversorgung untergebracht. Die Wannen bestehen aus nichtrostendem Stahl und glasfaserverstärktem Polyester. Der Wagenkasten setzt sich aus leichten Walz- und Preßprofilen zusammen. Die Außenbeblechung der Wände und des Daches besteht aus nichtrostendem Stahl. Aufgrund des Einsatzes auf allen Neubaustrecken wurden zusätzliche Säulen und Gurte zur Verstärkung des Wagenkastens notwendig.
Die Einstiegstüren sind druckertüchtigte Vertikalschwenkschiebetüren (VSST) der Bauart Bode mit gekoppelter Klapptrittstufe. Sie werden mittels Druckknöpfen elektropneumatisch geöffnet und geschlossen. Oben ist ein festes Fenster vorhanden. Eine elektropneumatische Türblockierung verhindert ein Öffnen während der Fahrt. Die Stirnwände sind durch zweiteilige Schiebetüren mit elektropneumatischem Antrieb, aufblasbarer Gummidichtung und Vorlegebalken sowie beweglichen Übergangsbrücken gesichert. Ein Teil der Fahrzeuge besitzt druckertüchtigte Stirnwandübergänge der Bauart SIG Typ U. Die Wagen der Unterbauart Bvmz185.5 verfügen nur über normale Gummiwulstübergänge. Die Abteilwände setzen sich, wie auch die Abteil- und Gangtüren, aus gefassten Sicherheitsglasscheiben zusammen, die fast bis zum Boden herunterreichen. Die Verglasung besteht aus Sicherheitsglas mit bedampften Isolierglas-Doppelscheiben. Die Abteil- und Gangfenster sind 1.400 mm breit, die WC- und gegenüberliegenden Gangfenster nur 800 mm. Die WC-Fenster sind weiß hinterlegt und können im oberen Teil nach innen geöffnet werden. Die als Notausstieg vorgesehenen Fenster können nach dem Lösen der Verriegelung von innen aus der Seitenwand herausgedrückt werden. Die Seitenwände und Decken im Fahrgastraum sind mit glasfaserverstärkten Polyester-Formteilen verkleidet. Die Decken- und Wandverkleidungen der Vorräume bestehen aus Schichtstoffplatten. Als Bodenbelag des Fahrgastraums sind Multiplexplatten mit Schwermattenankern verlegt. Zur Geräusch und Wärmedämmung sind Mineralfasermatten in den Zwischenräumen zwischen den Außen- und Innenseiten der Seitenwände, des Daches und des Fußbodens verlegt.
Es sind geschlossene WC-Systeme mit Frischwasserspülung und Vakuumabsaugung der Bauart EVAC (Wagenende 1) und SEMVAC (Wagenende 2) eingebaut. Die nicht druckertüchtigten Wagen der Unterbauart 185.5 verfügen über chemische Toiletten. Eine PVC-Wanne bildet den Fußboden. Die Wasserversorgung erfolgt über Tanks, die sich im Deckenbereich an den Wagenenden befinden. Das Abwasser wird in Behältern unter den Toiletten gesammelt. Eine druckertüchtigte Einkanal-Klimaanlage sorgt für Frischluft im Wageninneren, die unterhalb der Fenster eingeblasen wird. Die zur Aufbereitung der Luft benötigten Aggregate wie Filter, Luftbefeuchter und Erwärmer befinden sich unter dem Wagenboden.
Die Beleuchtung erfolgt mittels Leuchtstofflampen mit Vorschaltgeräten. Am Handbremsende sind im Vorraum ein Schaltschrank mit den Regel- und Steuergeräten der Beleuchtung und der Klimaanlage sowie ein Fernsprecher untergebracht. Teilweise sind die Wagen mit dem Diagnosesystem ZEUS (Zentraleinheit zum Überwachen und Steuern) ausgerüstet. Alle Fahrzeuge verfügen über eine vollständige Lautsprecheranlage mit Erweiterungen und über eine 12-polige Durchgangsleitung mit 13-poliger Steckverbindung.

## Umbauten
Anfang des Jahres 1999 entschied sich die Deutsche Bahn auch ihre Bvmz, analog den älteren Intercity- und Eurocity-Wagen, einem Redesign-Programm zu unterziehen. Der Wagen 61 80 21-91 028-5 wurde hierfür als Musterfahrzeug herangezogen und hierzu im Juni 1999 in das Ausbesserungswerk Neumünster überführt. Die Inneneinrichtung wurde dabei komplett überarbeitet, und es kamen Farben im damaligen Zeitgeschmack zur Anwendung. Nachdem der Probewagen fertiggestellt worden war, begann der planmäßige Umbau. Die Wagen bekamen neue Wand- und Deckenverkleidungen, außerdem einen neuen Bodenbelag eingebaut. Im Großraum verzichtete man auf die Trennwand zu den offenen Viererabteilen und wählte aus Kapazitätsgründen eine klassische Großraumanordnung mit 2+2-Sitzteiler, wobei die von den Bpmz-Wagen bekannten Flugzeugsitze Verwendung fanden. Damit erhöhte sich das Sitzplatzangebot im Großraum von 34 auf 40, was allerdings zu Lasten des Freiraums ging. In die Gepäckablagen wurden elektronische Reservierungsdisplays eingebaut und statt der üblichen Kästen für die Zuglaufschilder bekamen die Wagen elektronische Zuglaufschilder. Die Displays in den Einstiegsräumen gehören zum neuen Fahrgastinformationssystem (FIS).
Das erste Umbau-Programm betraf 159 der insgesamt 180 Wagen. Bei 123 Wagen wurde zusätzlich das erste Abteil zum Kleinkindabteil sowie die letzten beiden Abteile zu einem Dienstabteil und einem Serviceabteil umgewidmet. Von diesen Wagen erhalten die elektronischen Reservierungsanzeigen im ganzen Zug ihre Daten. Die neuen Bezeichnungen der umgestalteten Wagen lauteten Bvmsz186.0 für die Wagen mit Sonderabteilen und Bvmz186.0 für diejenigen ohne.
Im Rahmen des Modernisierungsprogramms IC mod wurden auch die Bvm(s)z186.0 ab 2012 erneut modernisiert und erhielten, sowohl in den Abteilen als auch im Großraum, eine neue, jetzt dunkelblaue, Bestuhlung analog zum ICE 3. Diese wurde im Großraum besser an die Fensteraufteilung angepasst. In den Abteilen haben die Plätze nun keine Klapptische mehr, dafür befindet sich dort zwischen den Fensterplätzen jeweils ein Tisch. In Folge dieser Modernisierung werden die Wagen als Bvmmsz187 und Bvmmz188 bezeichnet. Dem IC mod-Programm wurden auch die 21 Wagen unterzogen, die 2002/2003 noch im Ursprungszustand verblieben. 

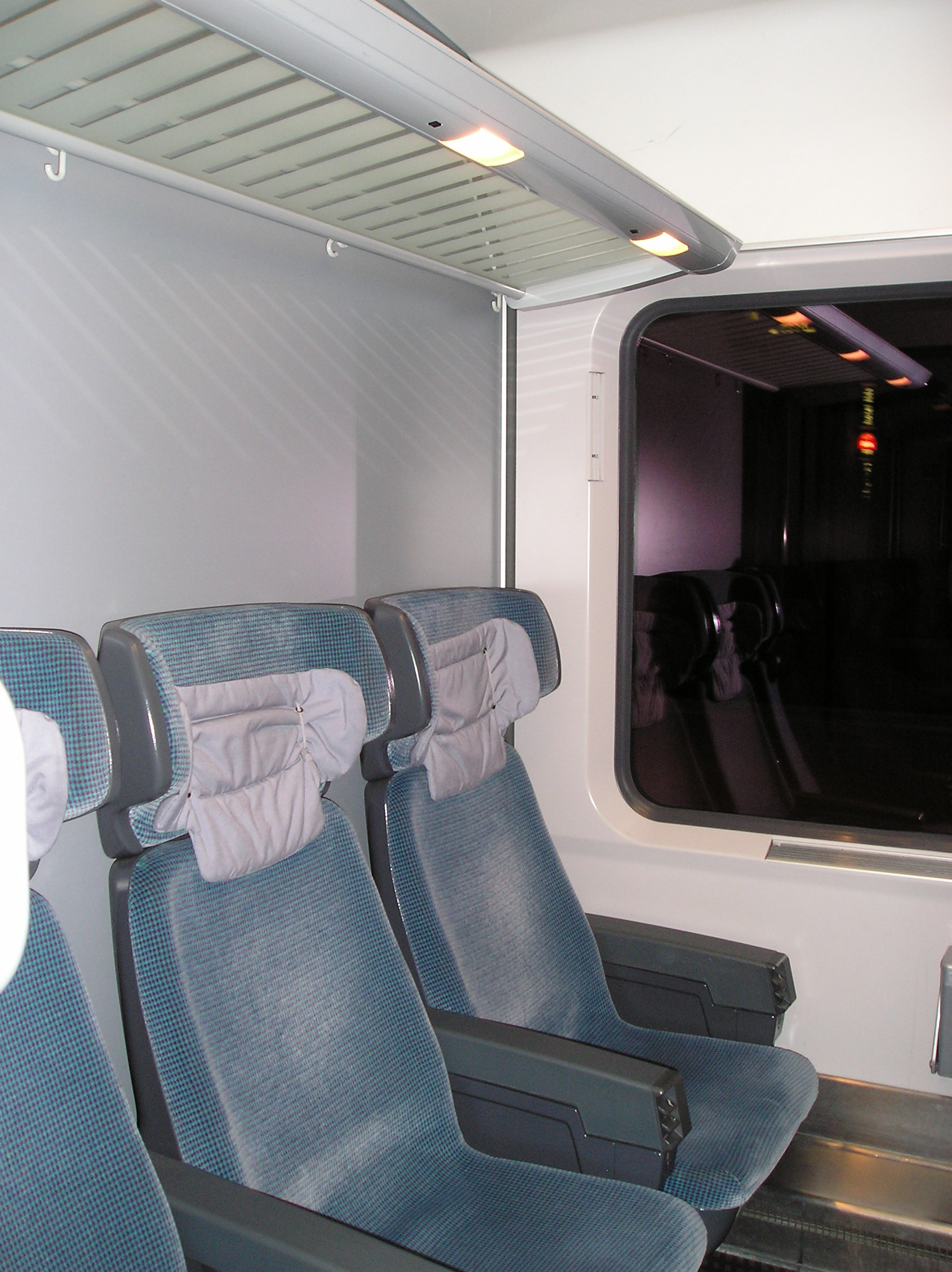
Abteil eines Bvmz186.5 vor dem IC-mod-Umbau, 2006
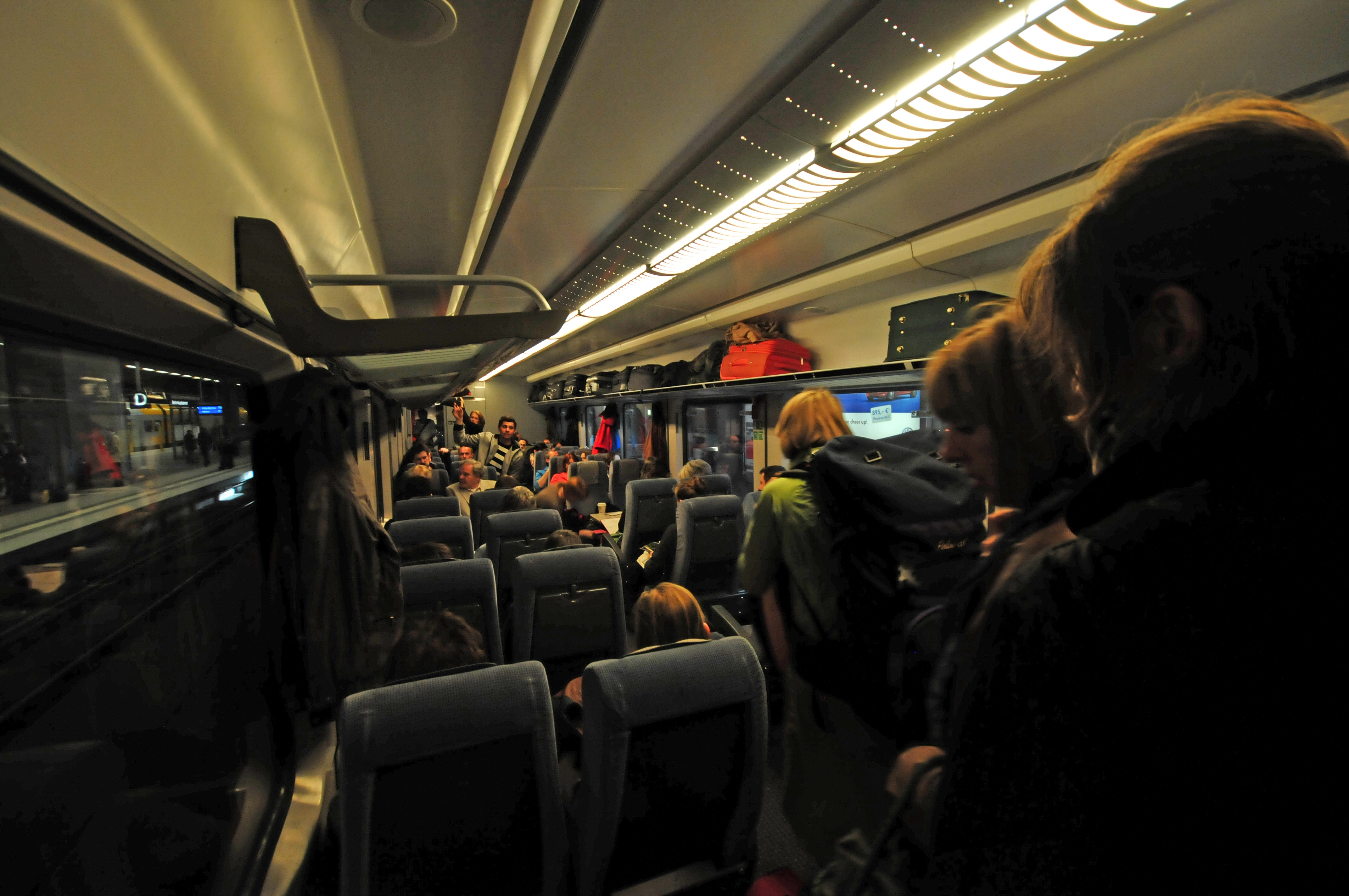
Großraum eines Bvmz186.8 vor dem IC-mod-Umbau, 2013
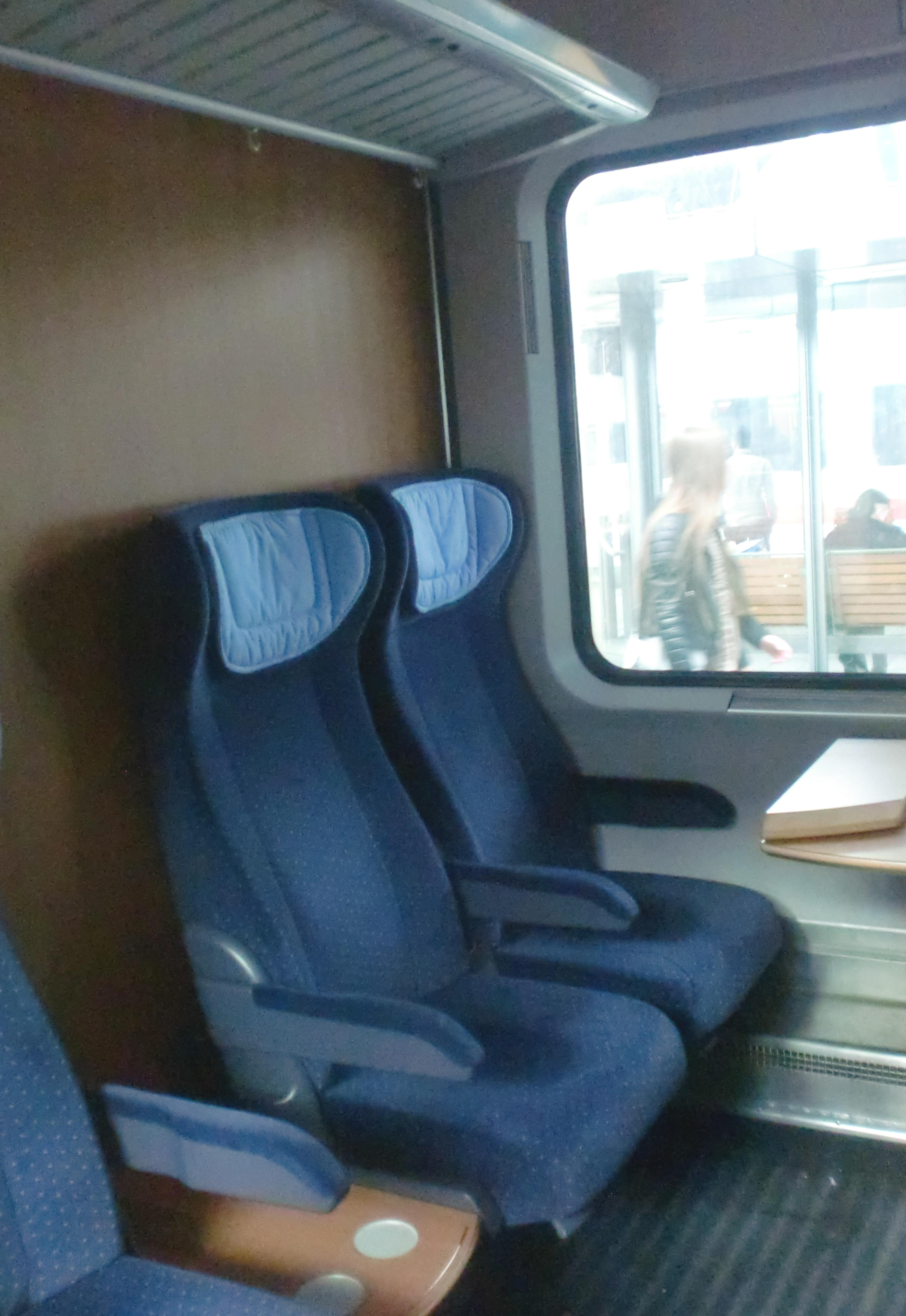
Abteil eines Bvmz186.9 nach dem IC-mod-Umbau, 2013
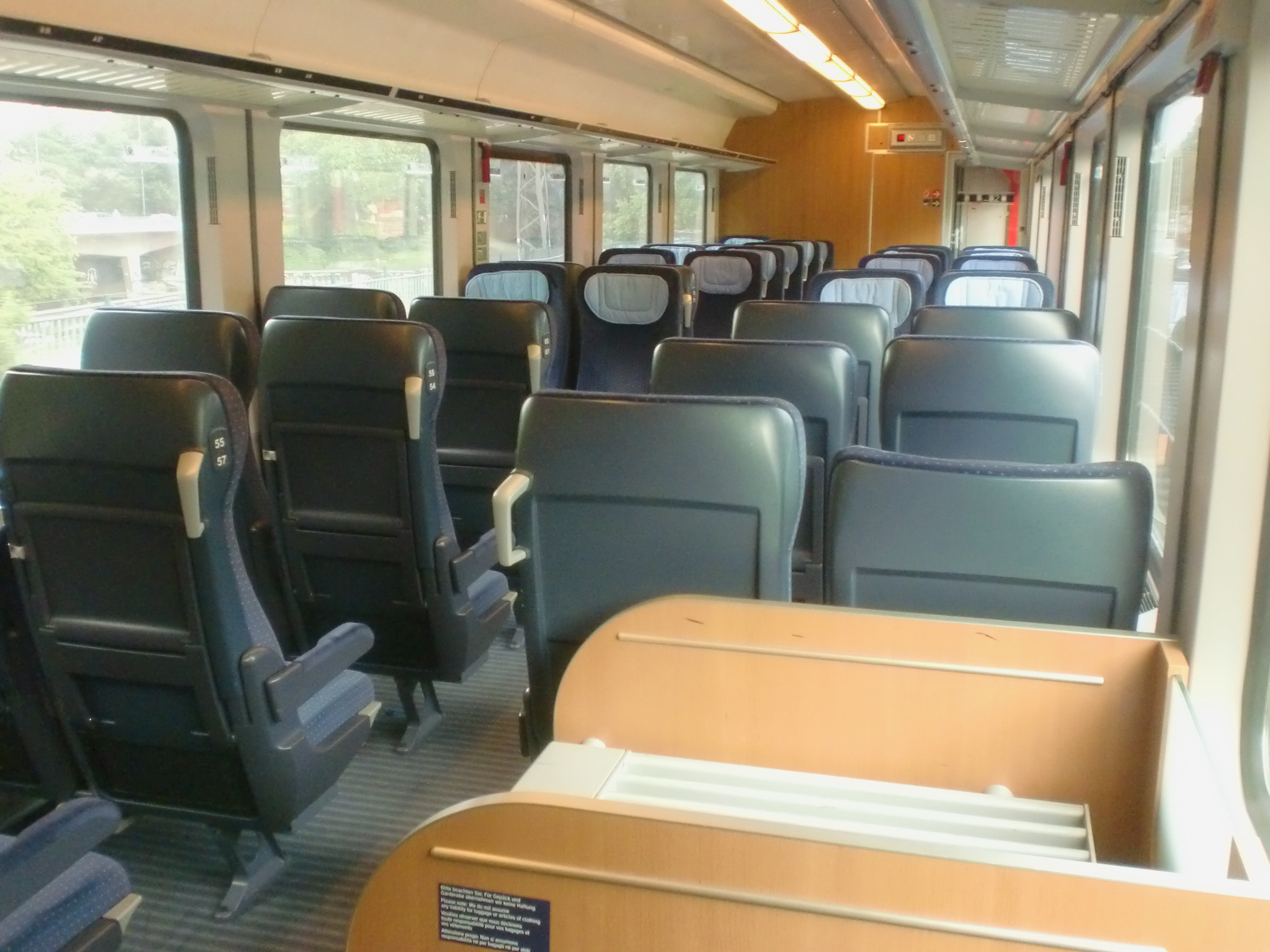
Großraum eines Bvmz186.9 nach dem IC-mod-Umbau, 2013

## Lackierung
Die Bvmz-Wagen waren anfangs fast alle in den sogenannten Produktfarben der Deutschen Bundesbahn lackiert, das heißt orientrot und pastellviolett. Lediglich zwei Bvmz185.0 erhielten für den Einsatz im Fern-Express (FD) Königssee einen Anstrich in fernblau und pastellblau, den sie aber nur bis Oktober 1992 beziehungsweise Mai 1993 trugen. Laufwerk und Schürze der ersten Wagen waren jeweils graubraun. Für den Träger, die Brüstung und das Dach wurde lichtgrau verwendet. Bei späteren Fahrzeugen war das Dach fenstergrau mit einer zwölf Zentimeter breiten, lichtgrauen Waschkante über den Fenstern. Die Anschriften wurden in Verkehrsweiß und in Graubraun aufgebracht.
Ab 1997 erhielten alle Bvmz, analog zu den übrigen IC-Wagen, ein verkehrsrotes Fensterband ohne Absetzstreifen sowie eine graue Brüstung, ab 2001 schließlich nur noch eine verkehrsrote Bauchbinde analog zum Intercity-Express sowie tiefschwarze Laufwerke. Die Schürzen wurden basaltgrau gehalten und die Dächer fenstergrau lackiert. Die Anschriften sind seither ebenfalls in Basaltgrau auf dem Langträger angeschrieben.
Die vier ab 2006 zunächst im München-Nürnberg-Express und seit 2022 im IRE 200 eingesetzten Wagen erhielten schließlich das verkehrsrote Design von DB Regio. Bei ihnen sind die Sechser-Abteile ferner als erste Klasse ausgewiesen, weshalb sie die Gattungsbezeichnung ABvmsz 184.0 tragen.